# Марковская (Кирилловский район)
Марковская — деревня в Кирилловском районе Вологодской области.
Входит в состав Чарозерского сельского поселения, с точки зрения административно-территориального деления — в Коротецкий сельсовет.
Расстояние до районного центра Кириллова по автодороге — 67,08 км, до центра муниципального образования Чарозера по прямой — 16 км. Ближайшие населённые пункты — Бараково, Коротецкая, Ромашево, Горка-1, Скребино, Спелово, Олютинская.
По переписи 2002 года население — 5 человек.